# بسكويت فوفو مثلج

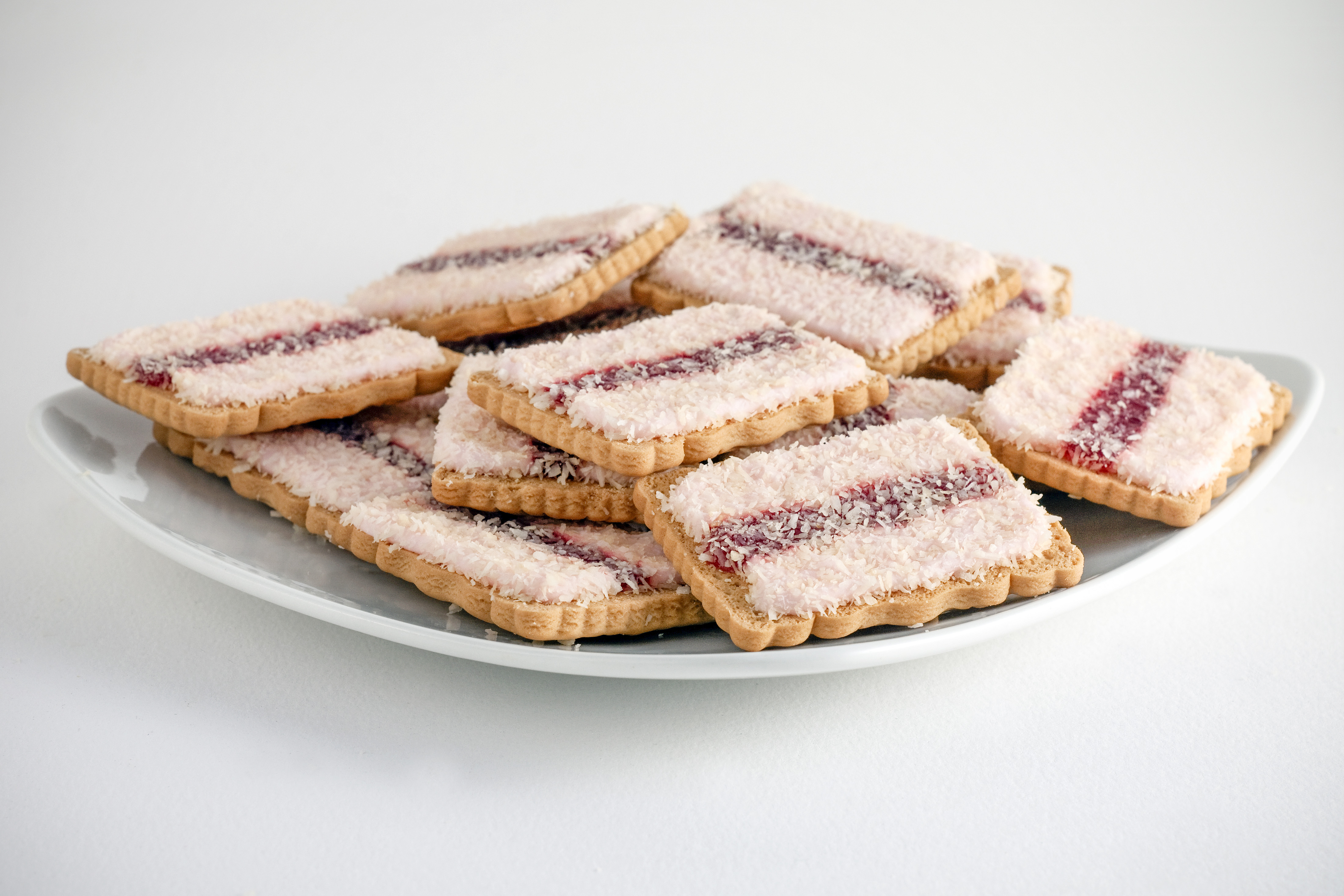
طبق من بسكويت الفوفو المثلَّج

بسكويت فوفو مثلج هو عبارة عن بسكويت من دقيق القمح مغطى بشريحتين من أقراص سكرية وردية تحيط بشريط من مربى التوت ومزيَّن بشرائح جوز الهند الرقيقة. إنه منتج من شركة Arnott's للبسكويت الأسترالية (المملوكة الآن لأمريكا). كانت تعرف سابقًا باسم بسكويت الفوفو المثلج، وقد تم تسجيل العلامة التجارية لأول مرة في عام 1906.
في 24 تشرين الثاني 2007 ، أشار رئيس الوزراء الأسترالي كيفن رود بشغف إلى الفوفو المثلج في خطاب فوزه الانتخابي، وحث فريقه مازحاً على تناول فنجان شاي ثقيل مع بسكويت الفوڤو المثلج قبل الذهاب إلى العمل. وبحسب ما ورد أدى ذلك إلى ارتفاع كبير في مبيعات المنتج، مما دفع شركة Arnott إلى إرسال حمولة من البسكويت إلى مكتب رئيس الوزراء في مبنى البرلمان الجديد في كانبيرا.
باعت شركة Jacob's منذ عام 1888 منتجاً مشابهاً للبسكويت المثلج يسمى ميكادو في أيرلندا يحتوي على أعشاب من الفصيلة الخبازية الوردية بدلاً من أقراص سكرية وردية. ولكن خلال أواخر الثمانينيات وأوائل التسعينيات، كان هناك بسكويت مربع الشكل يسمى كاميلوت.

## روابط خارجية
- 1951 فيديو لتصنيع البسكويت بما في ذلك مثلج VoVos